# Veliki meštar Teutonskog reda
Veliki meštar Teutonskog reda ( njem. Hochmeister des Deutschen Ordens; lat. Magister generalis Ordo Teutonicus) je vođa Teutonskog reda. Čin je jednak činu velikog meštra drugih vojnih redova i vrhovnom generalu u nevojnim rimokatoličkim vjerskim redovima. Hochmeister, doslovno "veliki meštar", koristi se samo u odnosu na Teutonski red, kao što se Großmeister ("vrhovni meštar") koristi na njemačkom za označavanje vođa drugih viteških redova.
Od 1466. do 1525. veliki meštri Teutonskog reda bili su vazali i prinčevi Poljske krune.